# Estructura de mercado

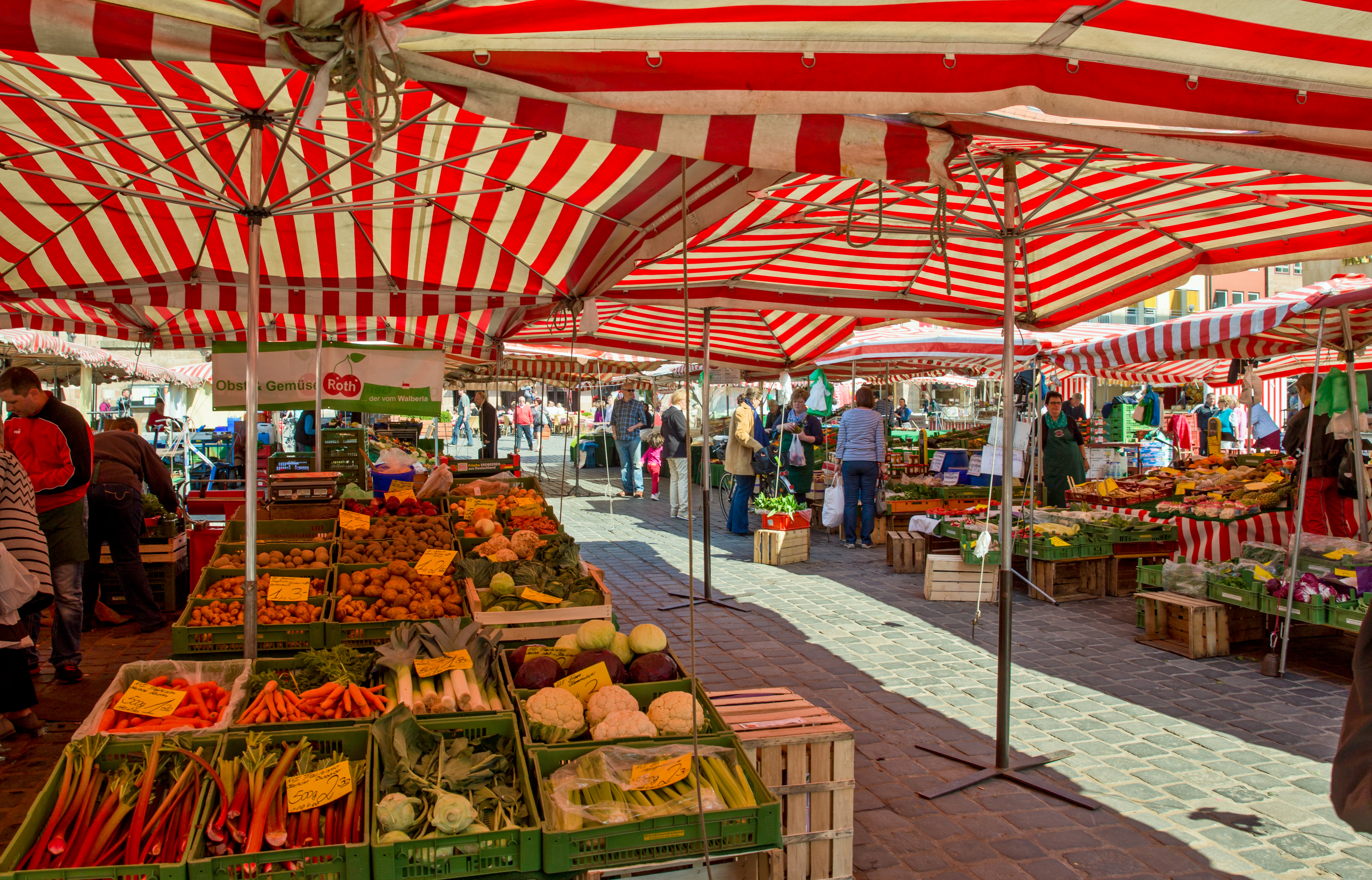
El mercado principal de Núremberg

En la economía, la estructura del mercado (también conocida como forma del mercado) describe el estado de un mercado con respecto a los oferentes y los demandantes del mismo.
Las formas principales del mercado son:
- Competencia perfecta, en la cual el mercado consiste en un número muy grande de firmas produciendo un producto homogéneo, y un número muy grande de personas demandando ese producto.

- Competencia monopolística, un mercado donde hay una gran cantidad de firmas independientes que tienen una proporción pequeña de la cuota de mercado.

- Oligopolio, en el cual un mercado es dominado por un número pequeño de las firmas que poseen más del 40% de la cuota de mercado.

- Oligopsonio, un mercado dominado por muchos vendedores y pocos compradores.

- Monopolio, donde hay solamente un abastecedor de un producto o de un servicio.

- Monopolio natural, un monopolio en el cual la eficacia de la economía, resulta ser la causa del aumento en la escala del tamaño de la firma.

- Monopsonio, cuando hay solamente un comprador en un mercado.

La forma de competencia imperfecta es absolutamente idéntica a las condiciones de mercado realistas donde algunos competidores, monopolistas, oligopolistas, y duopolistas monopolísticos existen y dominan las condiciones de mercado. Estas preocupaciones algo abstractas tienden para determinar alguno pero no todos los detalles de un sistema concreto específico del mercado donde los compradores y los vendedores satisfacen y confían realmente al comercio.
La secuencia correcta de la estructura del mercado de la más a menos competitivo es competición perfecta, competición imperfecta, oligopolio, y monopolio puro.
Los criterios principales por los cuales uno puede distinguir entre diversas estructuras del mercado son: el número y tamaño de productores y consumidores en el mercado, el tipo de mercancías, la transparencia de la información contenida en los productos, los costos de transacción, etc.

## Breves descripciones de las diferentes estructuras

### Los mercados y la competencia
La competencia es una forma de organizar los mercados que permite determinar los precios y las cantidades de equilibrio.
El criterio más frecuentemente utilizado para clasificar los distintos tipos de mercados es el que se refiere al número de participantes en él. La competencia que se produzca entre un gran número de vendedores (competencia perfecta) será distinta de la que se genera en un mercado donde concurran un número reducido de vendedores (oligopolio). Como caso extremo, donde la competencia es inexistente, se destaca aquel en el que el mercado es controlado por un solo productor (monopolio). En cualquiera de estas situaciones cabe que los productores compartan el mercado con gran cantidad de compradores, con pocos o con uno solo.
Los mercados de competencia imperfecta son aquellos en los que productor y productores son lo suficientemente grandes como para influir sobre el precio.
La diferencia fundamental con los mercados de competencia perfecta reside en la capacidad que tienen las empresas oferentes de controlar en precio. En estos mercados, el precio no se acepta como un dato ajeno, sino que los oferentes intervienen activamente en su determinación.
En general, puede afirmarse que cuanto más elevado resulte el número de participantes, más competitivo será el mercado.

### La competencia perfecta
La competencia perfecta es una representación idealizada de los mercados de bienes y de servicios en la que la interacción recíproca de la oferta y la demanda determina el precio.
Un mercado de competencia perfecta es aquel en el que existen muchos compradores y muchos vendedores, de forma que ningún comprador o vendedor individual ejerce influencia decisiva sobre el precio
Para que esto ocurra, debe cumplirse:
1. Existencia de un elevado número de oferentes y demandantes. La decisión individual de cada uno de ellos ejercerá escasa influencia sobre el mercado global.
2. Homogeneidad del producto. No existen diferencias entre los productos que venden los oferentes (calidades similares)
3. Información perfecta (transparencia del mercado). Todos los participantes tienen pleno conocimiento de las condiciones generales en que opera el mercado.
4. Libertad de entrada y salida de empresas. Todas las empresas, cuando lo deseen, podrán entrar y salir del mercado.

La esencia de la competencia perfecta no está referida tanto a la rivalidad como a la dispersión de la capacidad de control que los agentes económicos pueden ejercer sobre la marca del mercado.

#### El funcionamiento de los mercados en competencia perfecta
La oferta y la demanda del producto determina un precio de equilibrio (P0), y a dicho precio las empresas deciden libremente que cantidad producir.
Por consiguiente, el mercado determina el precio y cada empresa acepta este precio como un dato fijo sobre el que no puede influir.
A partir del precio de equilibrio cada empresa individual producirá la cantidad que le indique su curva de oferta para ese precio concreto. La curva de oferta de cada empresa está condicionada por su costo de producción.

#### Los beneficios y la competencia perfecta
Al precio que se determine en el equilibrio de un mercado competitivo las empresas no tendrán, en general, los mismos beneficios. Esto se deberá a que, si bien suponemos que todas las empresas conocen la misma tecnología a corto plazo, las instalaciones fijas de cada empresa serán diferentes, de forma que los costos de producción serán distintos.
Aunque esta situación puede existir en el corto plazo (mientras no sea posible alterar el tamaño de la empresa), no se mantendrá en cuanto las organizaciones logren readaptar sus procesos productivos. Además, los beneficios que obtengan las empresas más eficientes, serán tenidos en cuenta por las compañías de otros mercados o sectores. De nuevo, en el corto plazo, éstas no podrán abandonar el sector en el que se encuentran, pero tan pronto como puedan liquidar sus instalaciones, lo harán.
Así, en un mercado de competencia perfecta hay una tendencia a que se minimicen los costos y se equiparen los beneficios.
La competencia perfecta y la eficiencia económica.
En los mercados de competencia perfecta, las empresas que pretenden obtener mayores beneficios deben recurrir al máximo aprovechamiento de la tecnología. Por lo tanto, la búsqueda de mayores beneficios va asociada a la combinación más eficiente y rentable de los factores productivos y a la modernización de la tecnología.

### Competencia imperfecta
La llamada competencia imperfecta se ajusta más a la realidad que la noción de competencia perfecta. Se trata de una forma de mercado en el cual las firmas más sobresalientes influyen en los precios dentro del mercado. A continuación se nombran los casos más importantes:

#### El Monopolio
No es frecuente que se dé la competencia perfecta, pues existen fuertes incentivos para intentar quebrarla, ya que si la empresa tiene control sobre los precios, podrá utilizar la capacidad de influir sobre los mismos para mejorar su posición individual.
El monopolio es aquel mercado en el que existe un solo oferente que tiene plena capacidad para determinar el precio.
El empresario competitivo toma el precio como un dato y adapta su comportamiento a las condiciones del mercado. El empresario monopolista, en cambio, desempeña un papel determinante en el proceso de fijación del precio del mercado. Ello se debe a que la curva de demanda del monopolista es la curva de demanda del mercado. Esta recoge los deseos de compra de los consumidores a los distintos niveles de precios y, al tener inclinación negativa, refleja el hecho de que la cantidad que el mercado está dispuesto a absorber aumenta al disminuir el precio. Por ello, el monopolista es consciente de que si desea colocar un determinado volumen de producción sólo lo logrará a un cierto precio y, si desea aumentar el volumen, deberá disminuir el precio de venta.

##### Causas que explican la aparición del monopolio
1. El control exclusivo de un factor productivo por una empresa o el dominio de las fuentes más importantes de las materias primas indispensables para la producción de un determinado bien.
2. La concesión de una patente también genera una situación monopólica, de carácter temporal.
3. El control estatal de oferta de determinados servicios origina monopolios estatales. Estos servicios frecuentemente se prestan por medio de empresas concesionarias.
4. La existencia de un tamaño de mercado y una estructura de costos de la industria especiales pueden dar lugar a un monopolio natural. Un monopolio natural es aquella empresa cuyo costo medio por unidad de producción disminuye acusadamente en toda la gama de producción, de forma que una única empresa puede ofrecer la producción de la industria más eficientemente que muchas empresas.

##### Análisis comparativo del monopolio y la competencia perfecta
Cuando una industria se monopoliza, el precio de venta será mayor que el que el mercado fijaría libremente en competencia perfecta, y el nivel de producción inferior. Por lo tanto, la empresa monopólica obtendrá, en general, mayores beneficios, y los consumidores se verán perjudicados al pagar un precio superior al ver reducida la cantidad ofertada del bien.
La regulación del monopolio: alternativas.
Las leyes de lucha contra el monopolio tienen por objeto dividir al monopolista en dos o más empresas, o bien tratar de impedir que se llegue a formar el monopolio. Este tipo de leyes pretenden proteger a los consumidores y a las empresas competidoras. En otras ocasiones, se acepta la existencia del monopolio y el papel del gobierno es regularlo, y las posibilidades son:
Que el monopolio funcione libremente permitiéndole que obtenga beneficios extraordinarios y establecer, por parte del gobierno, un impuesto sobre el monopolista a fin de reducir esos beneficios extras y devolver a los consumidores, en forma de transferencias, el exceso del precio que pagaron.
Obligar al monopolista a fijar un precio que elimine los beneficios extras.
Establecer un precio que sitúe a la empresa monopólica en una posición donde su volumen de producción fuera equivalente al de competencia perfecta. Sin embargo, la aplicación de esta política es dificultosa, sobre todo si se trata de un monopolio natural

#### El Oligopolio
El oligopolio es una forma de organizar los mercados que se sitúa entre la competencia perfecta y el monopolio.
Un mercado oligopólico es aquel en el que existe un número reducido de vendedores, frente a una gran cantidad de compradores, de forma que los vendedores pueden ejercer algún tipo de control sobre el precio.
Una de las características es la interdependencia mutua. Dado que las empresas tratan de determinar sus precios en las estimaciones de sus funciones de demanda, teniendo en cuenta las reacciones de sus rivales, lo normal es una elevada dosis de incertidumbre. Caben diversas posibilidades:
1. Tratar de "adivinar" las reacciones de los competidores.
2. Ponerse de acuerdo en los precios y competir sólo a base de publicidad.
3. Formar un cártel (cooperar y repartirse el mercado).

El establecimiento de acuerdos entre empresas oligopólicas.
El oligopolio moderno se caracteriza por cierta rigidez en los precios, que facilita la elaboración de pactos. Una posibilidad consiste en que las diversas empresas que forman el mercado, aunque mantengan separadas sus propias identidades corporativas, se reúnan formando un cártel, que es una agrupación de empresas que trata de limitar las fuerzas de la competencia para acordar los precios en común y/o alcanzar una maximización conjunta de los beneficios.

#### La competencia monopolística
En este tipo de competencia, existe una cantidad significativa de productores actuando en el mercado sin que exista un control dominante por parte de ninguno de estos en particular.
La cuestión clave en este caso es que se presenta una diferenciación del producto; es decir, un producto en particular, dependiendo del productor, puede tener variaciones que le permitan ser, en algún aspecto, diferente a los demás productos similares hechos por otras empresas. La competencia, entonces, no se dará por precios sino, por ejemplo, por la calidad del producto, el servicio durante la venta o posventa, la ubicación y el acceso al producto, la publicidad y el empaque, etc.
Otra característica para destacar de la competencia monopolística es la de la fácil entrada y salida a la industria por parte de los productores. Un gran número de productores de un bien determinado permite que las empresas no necesiten grandes cantidades de dinero, ni un gran tamaño, para competir; los costos, sin embargo, se pueden incrementar por la necesidad de buscar diferenciarse de los demás competidores.
Un ejemplo de este tipo de competencia puede ser el mercado de ropa para mujeres. Los productores, aunque se dedican a producir ropa para mujeres, no hacen vestidos iguales a los de los otros, pues los productos de uno u otro son diferentes por calidad, diseño, servicio en la venta, etc., haciendo que cada producto sea diferente de otro sin por ello dejar de ser ropa para mujeres

#### El monopsonio y el oligopsonio
Este implica un análisis del poder del mercado, no analizado desde el lado de los productores, sino desde el de los compradores.
El monopsonio aparece cuando en un mercado existe un único comprador. Este, al ser único, tiene un control especial sobre el precio de los productos, pues los productores tienen que adaptarse de alguna forma a las exigencias del comprador en materia de precio y cantidad. Esto le permite al comprador obtener los productos a un precio menor al que tendría que comprarlo si estuviera en un mercado competitivo.
También existe, en el análisis del poder del mercado referido al consumidor, el análisis del oligopsonio, en el cual, en un mercado, no existe un solo consumidor, sino un número pequeño de consumidores en los cuales se deposita el control y el poder sobre los precios y las cantidades de un producto en el mercado. Por lo tanto, los beneficios se concentrarían en los consumidores, pero no en los productores, los cuales ven empeorar su situación al no recibir un precio razonable por los productos que elaboran.
Los ejemplos de oligopsonios son más frecuentes que los de monopsonio puro. Un ejemplo pueden ser los fabricantes de automóviles en un país como Japón. Para los fabricantes de sillas para automóviles sólo existe un número reducido de compradores, que son las pocas empresas ensambladoras de automóviles japonesas, quienes, por lo tanto, podrán controlar las cantidades y precios de las sillas para automóviles, puesto que son los únicos compradores en el país de ese producto.